# Ievgueni Chevtchenko
Ievgueni Aleksandrovitch Chevtchenko (en russe : Евгений Александрович Шевченко) ou Iawhen Aliaksandravitch Chawtchenka (en biélorusse : Яўген Аляксандравіч Шаўчэнка) est un footballeur international biélorusse né le 18 mars 1997 à Vitebsk. Il évolue au poste de milieu de terrain au Rukh Brest.

## Biographie

### Carrière en club
Natif de Minsk, Ievgueni Chevtchenko effectue sa formation au sein du club local du FK Minsk, dont il intègre à partir de 2013 l'équipe réserve avant de faire ses premiers pas en équipe première l'année suivante, faisant ses débuts en championnat le 6 juillet 2014 face au Naftan Novopolotsk. Il dispute par ailleurs l'UEFA Youth League en 2015.
Chevtchenko intègre l'effectif de manière régulière à partir de la saison 2016, durant laquelle il effectue 17 matchs en championnat et inscrit trois buts, dont son premier but professionnel le 23 mai 2016 contre le FK Haradzeïa. Il s'impose par la suite comme un titulaire constant, disputant notamment la quasi-totalité des rencontres des saisons 2018 et 2019.
Il quitte finalement Minsk en début d'année 2020 pour signer en faveur du Dinamo Brest. Il échoue cependant à s'y imposer comme titulaire, jouant dix rencontres sans marquer le moindre but durant la première moitié de saison, et finit par changer une nouvelle fois de club dès l'été en signant chez l'équipe voisine du Rukh Brest. Il marque par la suite son premier but de l'année le 12 juillet lors de la large victoire 8-1 contre l'Energetik-BDU Minsk, rencontre durant laquelle il délivre également une passe décisive.

### Carrière internationale
Régulièrement sélectionné dans les équipes de jeunes de la Biélorussie, Ievgueni Chevtchenko est appelé pour la première fois au sein de la sélection A par Mikhaïl Markhel au mois d'octobre 2019 et connaît sa première sélection le 13 octobre à l'occasion d'un match de qualification pour l'Euro 2020 face aux Pays-Bas.

## Statistiques
| Saison                | Club                  | Championnat           | Championnat | Championnat | Coupe(s) nationale(s) | Coupe(s) nationale(s) | Compétition(s) continentale(s) | Compétition(s) continentale(s) | Compétition(s) continentale(s) | Total | Total |
| Saison                | Club                  | Division              | M.          | B.          | M.                    | B.                    | Comp.                          | M.                             | B.                             | M.    | B.    |
| 2014                  | FK Minsk              | D1                    | 6           | 0           | -                     | -                     | -                              | -                              | -                              | 6     | 0     |
| 2015                  | FK Minsk              | D1                    | 5           | 0           | 2                     | 0                     | -                              | -                              | -                              | 7     | 0     |
| 2016                  | FK Minsk              | D1                    | 17          | 3           | -                     | -                     | -                              | -                              | -                              | 17    | 3     |
| 2017                  | FK Minsk              | D1                    | 19          | 0           | 2                     | 0                     | -                              | -                              | -                              | 21    | 0     |
| 2018                  | FK Minsk              | D1                    | 30          | 5           | 2                     | 0                     | -                              | -                              | -                              | 32    | 5     |
| 2019                  | FK Minsk              | D1                    | 29          | 4           | 2                     | 1                     | -                              | -                              | -                              | 31    | 5     |
| Sous-total            | Sous-total            | Sous-total            | 106         | 12          | 8                     | 1                     | -                              | -                              | -                              | 114   | 13    |
| 2020                  | Dinamo Brest          | D1                    | 7           | 0           | 3                     | 0                     | -                              | -                              | -                              | 10    | 0     |
| 2020                  | Rukh Brest            | D1                    | 15          | 5           | 1                     | 0                     | -                              | -                              | -                              | 16    | 5     |
| 2021                  | Rukh Brest            | D1                    | 26          | 3           | -                     | -                     | -                              | -                              | -                              | 26    | 3     |
| Total sur la carrière | Total sur la carrière | Total sur la carrière | 154         | 20          | 12                    | 1                     | -                              | -                              | -                              | 166   | 21    |